# Wjalikaja Swarotwa

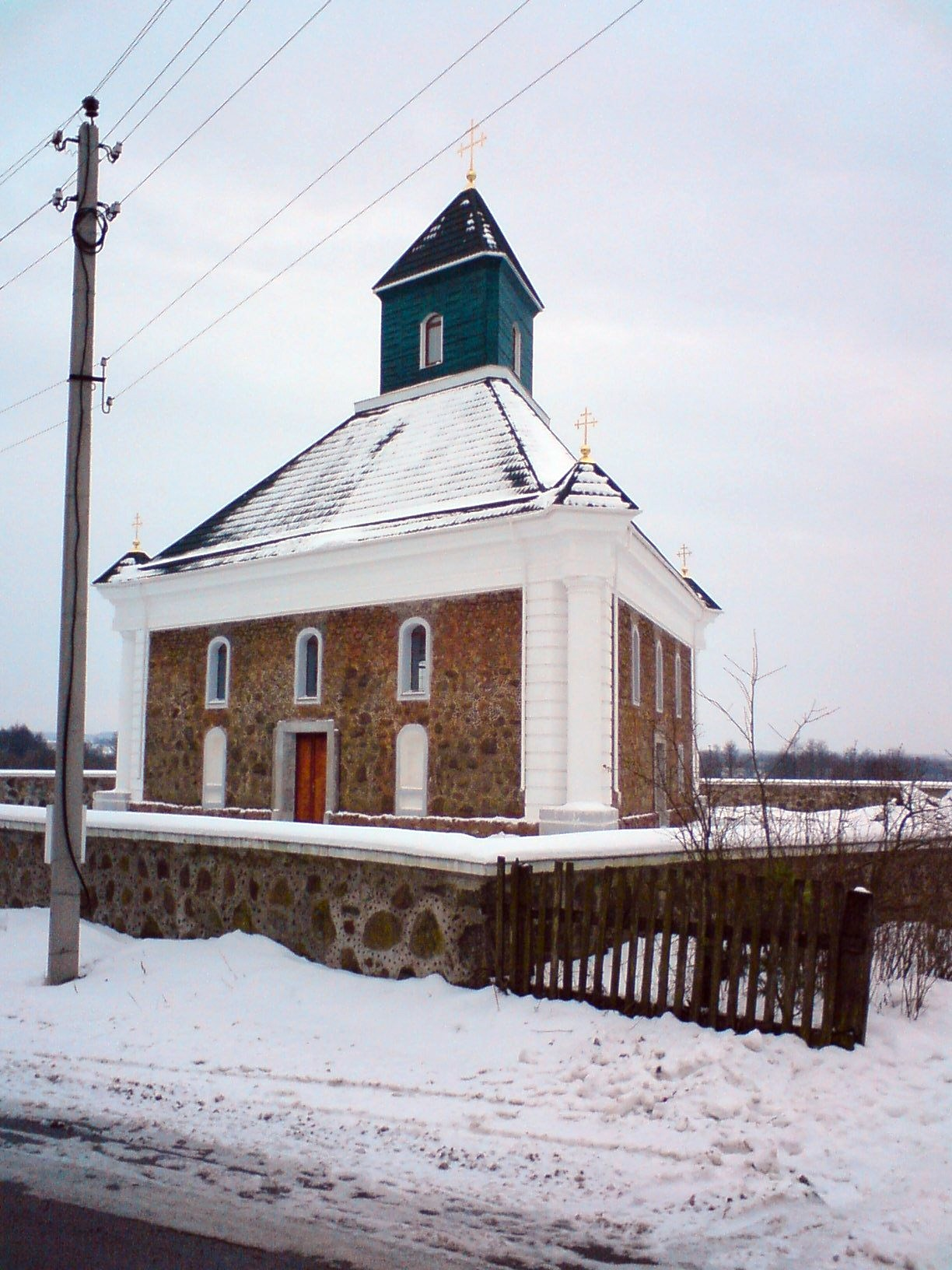
Kirche

Wjalikaja Swarotwa (Вялікая Сваротва, russisch Большая Своротва), Postleitzahl - 225323, ist ein Dorf in Selsawet Patschapawa, im Nordwesten des Rajons Baranawitschy, Breszkaja Woblasz, Belarus. 
Bekannt ist die einzigartige Unionskirche Heilige Dreifaltigkeit, die Mitte des 18. Jahrhunderts aus Holz in Dreiecksform mit drei Eingängen auf jeder Seite errichtet wurde. 1823 wurde der Holzbau abgerissen und an gleicher Stelle eine neue Kirche mit fast identischer Form aus Stein errichtet. Im Verlauf des Zweiten Weltkrieges brannte die Kirche nieder. 
Die Restaurierungsarbeiten wurden 2006 erneut aufgenommen und 2007 fertiggestellt.